# Mister Olympia 2010
El Mister Olympia 2010 fue la edición número 46 del Mister Olympia, la competición de culturistas más importante del mundo, organizada por la Federación Internacional de Fisicoculturismo. El certamen se realizó entre el 23 y el 26 de septiembre de 2010, en el Centro de Convenciones de Las Vegas, y en el Orleans Arena, Paradise (Nevada). En total, la cantidad estimada para el certamen fue de $ 800 000, de los cuales $ 200 000 se entregaron exclusivamente para el certamen de Mister Olympia 2010. Los diez mejores clasificados en la tabla final de resultados también fueron premiados.
En este certamen, Jay Cutler se mostraba como el competidor a ganar, con experiencia y tres títulos ganados con anterioridad en 2006, 2007 y 2009. Fue una competencia muy reñida, Cutler se enfrentó a Phil Heath en la final, y ganó por la obtención de once puntos, ocho menos que Phil, quien terminó con diecinueve y tercero Branch Warren con treinta y uno. Cutler celebraría el cuarto título en Las Vegas, con amigos y personalidades del culturismo como Ronnie Coleman, Toney Freeman, entre otros. Cutler obtuvo un cheque por $ 200 000, una medalla y la habitual estatua de bronce inspirada en Eugen Sandow.
Con este título, Cutler quedaba en la cuarta posición, como uno de los más ganadores en la historia del Mister Olympia, solo superado por Lee Haney y Ronnie Coleman (ambos con ocho), Arnold Schwarzenegger y Dorian Yates. Sería el último trofeo ganado por Cutler.

## Ganador
El estadounidense Jay Cutler consiguió por cuarta vez el título de Mister Olympia, después de la obtención del mismo en 2006, 2007 y 2009. 
| Posiciones | Culturista    | Premio    | Puntaje |
| ---------- | ------------- | --------- | ------- |
| 1          | Jay Cutler    | $ 200 000 | 11      |
| 2          | Phil Heath    | $ 100 000 | 19      |
| 3          | Branch Warren | $ 75 000  | 31      |